# Eyes of Fire
Eyes of Fire ist eine US-amerikanische Alternative-Metal-Band aus der kalifornischen Stadt Orange, die im Jahr 1998 unter dem Namen Shiva gegründet wurde.

## Geschichte
Die Band wurde im Jahr 1998 unter dem Namen Shiva gegründet, nachdem der Schlagzeuger Evan Killbourne Mindrot in Richtung Save Ferris verlassen hatte. Da dies zur Auflösung der Band führte, gründeten der Sänger und Gitarrist Dan Kaufman und der Sänger und Bassist Matt Fisher die Band. Kurz darauf kamen der Keyboarder Ben Smith und der Schlagzeuger John Haddad zur Besetzung. Als weiterer Gitarrist kam zudem Cary Petersen zur Besetzung. Es folgten Touren zusammen mit Gruppen wie Meshuggah, Strapping Young Lad, Corrosion of Conformity, Lacuna Coil oder Napalm Death durch die USA. Daraufhin nahm die Band ein Demo auf, das sie an verschiedene Labels sendete, wodurch die Band einen Vertrag bei Century Media erlangen konnte. Unter der Leitung des Produzenten Cameron Webb nahm die Band ihr Debütalbum Ashes to Embers auf. Kurz nach der Veröffentlichung verließ der Keyboarder Smith im März 2004 die Band und wurde durch Pete Truax ersetzt. Im August verließ der Schlagzeuger Haddad die Band. Als neuer Gitarrist kamen Bobby Thomas und als neuer Schlagzeuger Nicky Bernardi zur Besetzung. Im Herbst ging die Band zusammen mit Danzig auf Tournee durch die USA zusammen mit Doyle, Mayhem, Death Angel und DevilDriver. Anfang 2005 spielte die Band zusammen mit Danzig und Kataklysm Konzerte in den USA. Daraufhin begab sich die Band in die Grandmaster Studios, um das Album Prisons aufzunehmen, wobei Matt Bayles als Produzent tätig war. Das Album erschien Anfang Februar 2006. Für das Video zum Lied It All Dies Today war Gary Smithson als Regisseur tätig. Der Veröffentlichung folgten Auftritte, darunter auch Konzerte in den USA zusammen mit Apocalyptica.

## Stil
Der Klang der Musik schwankt zwischen düsterer und positiver Atmosphäre und zwischen weichen und harten Klängen. Das Spiel des Schlagzeugs ist dynamisch, während auch der Gesang zwischen einfühlsamem Singen und aggressivem Schreien schwankt. Die Band wird zwischen Gruppen wie Neurosis, Isis und Anathema eingeordnet. Aber auch auf Pink Floyd wird als Einfluss hingewiesen. Matt Fisher beschreibt die Musik als Treffen von Pink Floyd und Neurosis für Menschen mit geringer Aufmerksamkeitsspanne.  Eduardo Rivadavia ordnet die Band für Allmusic in eine Kategorie mit Tool, Mastodon, späten Isis und weiteren Vertretern einer Mischung aus Doom-, Alternative- und Progressive Metal.

## Diskografie
- 2003: Disintegrate (EP, Century Media)
- 2004: Ashes to Embers (Album, Century Media)
- 2006: Prisons (Album, Century Media)